# Vila Seca (Barcelos)
Vila Seca é uma povoação portuguesa sede da Freguesia de Vila Seca do Município de Barcelos, freguesia com 4,34 km² de área e 1064 habitantes (censo de 2021), tendo, por isso, uma densidade populacional de 245,2 hab./km².

## Demografia
A população registada nos censos foi:
| Distribuição da População por Grupos Etários | Distribuição da População por Grupos Etários | Distribuição da População por Grupos Etários | Distribuição da População por Grupos Etários | Distribuição da População por Grupos Etários |
| -------------------------------------------- | -------------------------------------------- | -------------------------------------------- | -------------------------------------------- | -------------------------------------------- |
| Ano                                          | 0-14 Anos                                    | 15-24 Anos                                   | 25-64 Anos                                   | > 65 Anos                                    |
| 2001                                         | 230                                          | 203                                          | 634                                          | 208                                          |
| 2011                                         | 185                                          | 150                                          | 632                                          | 230                                          |
| 2021                                         | 131                                          | 109                                          | 572                                          | 252                                          |

## Equipamentos
Na freguesia de Vila Seca está instalada uma agência bancária, a do Crédito Agrícola.

## Política

### Eleições autárquicas
| Data | %       | V       | %     | V  | %       | V       | %      | V      | %       | V       |
| Data | PPD/PSD | PPD/PSD | PS    | PS | IND     | IND     | CDS-PP | CDS-PP | PSD-CDS | PSD-CDS |
| ---- | ------- | ------- | ----- | -- | ------- | ------- | ------ | ------ | ------- | ------- |
| 1976 | 66,18   | 6       | 20,59 | 1  | 10,29   | -       |        |        |         |         |
| 1979 | 58,05   | 6       | 17,87 | 1  |         |         | 22,60  | 2      |         |         |
| 1982 | 49,63   | 5       | 21,50 | 2  | 26,36   | 2       |        |        |         |         |
| 1985 | 67,23   | 6       |       |    | 17,85   | 1       |        |        |         |         |
| 1989 | 58,79   | 6       | 21,15 | 2  | 15,93   | 1       |        |        |         |         |
| 1993 | 60,47   | 6       | 14,15 | 1  | 22,88   | 2       |        |        |         |         |
| 1997 | 59,25   | 6       | 33,21 | 3  | 5,23    | -       |        |        |         |         |
| 2001 | 50,00   | 5       | 44,75 | 4  | 4,18    | -       |        |        |         |         |
| 2005 | 40,19   | 4       | 58,00 | 5  |         |         |        |        |         |         |
| 2009 |         |         |       |    | 75,25   | 8       | 14,39  | 1      |         |         |
| 2013 | CDS-PP  | CDS-PP  | 75,79 | 8  | PPD/PSD | PPD/PSD | 17,28  | 1      |         |         |
| 2017 | CDS-PP  | CDS-PP  | 59,07 | 6  | PPD/PSD | PPD/PSD | 37,75  | 3      |         |         |